# Колония Ямайка
Колония Ямайка (Colony of Jamaica) — одна из колоний Британской империи в Карибском море (Британской Вест-Индии). Была захвачена Англией у Испании в 1655 году по поручению Оливера Кромвелля, в 1707 году стала колонией Великобритании, в 1866 году обрела статус коронной колонии. В 1962 году по итогу референдума Ямайка вышла из Федерации Вест-Индия и стала независимым государством.

## XVII век

### Английское завоевание
В конце 1654 года Лорд-протектор Англии Оливер Кромвель отправил флот для нападения на испанскую Вест-Индию. В апреле 1655 года генерал Роберт Венейблс атаковал форт Сан-Доминго на острове Испаньола, но осада Санто-Доминго завершилась неудачей для Англии; Венейблс снял осаду, понеся большие потери в личном составе.
Тогда Венейблс повёл свой сильно ослабленный флот на Ямайку, надеясь там компенсировать неудачу лёгкой победой: в то время испанская Колония Сантьяго на Ямайке была единственным испанским владением без оборонительных сооружений. В мае 1655 года 7000 англичан высадились у города Спаниш-Таун, столицы колонии. Им удалось быстро захватить остров, на котором тогда жило около 2500 человек.
В последующие годы Испания неоднократно пыталась вернуть Ямайку, и в ответ на это в 1657 году английский губернатор Ямайки пригласил пиратов обосноваться в Порт-Рояле и помочь защититься от испанских нападений. Испания несколько раз нападала на Ямайку, но проиграла сражение при Очо-Риос в 1657 году и сражение при Рио-Нуэво в 1658 году. Губернатор Эдвард Д’Ойли сумел договориться с вождями маронов, которые ранее поддерживали Испанию, и те перешли на его сторону. В 1660 году Дон Кристобаль де Исаси понял, что мароны присоединились к англичанам, и что у испанцев больше нет шансов вернуть себе остров, поскольку мароны знали горную часть острова лучше, чем испанцы и англичане. Исаси отказался от попыток вернуть Ямайку и ушёл на Кубу.
Для Англии Ямайка должна была стать «кинжалом, направленным в сердце Испанской империи», хотя в то время это владение не имело особой экономической ценности.

### Ранняя английская колонизация
Во времена Кромвелля белое население колонии увеличивалось в основном за счёт договорных рабов, заключённых и военнопленных, захваченных в войнах с Ирландией и Шотландией. Так продолжалось и после Реставрации, при Карле II. Стали прибывать поселенцы с Северной Америки и других островов Карибского моря. Но из-за тропических болезней население острова не превышало 10 000 до 1740 года. В 1780-х годах мигранты из Великобритании увеличили население до 80 000 человек. В 1670-х и 1680-х годах количество рабов не превышало 9500 человек, но к концу XVII века они уже втрое превышали белых по численности.
С 1661 года, когда Стюарты назначили первого губернатора Ямайки, установилась традиция, которая продержалась до XX века. Уже второй губернатор, лорд Виндзор, привёз с собой в 1662 году королевскую прокламацию, которая даровала свободному населению Ямайки права английских граждан, включая право издавать свои собственные законы. Хотя лорд Виндзор провёл на Ямайке всего десять недель, он заложил основы системы управления, которая просуществовала два столетия: назначенный короной губернатор действовал, советуюсь с Советом в законодательном собрании. Законодательное собрание состояло из губернатора и избранной, но крайне непредставительной Палаты собрания (Палата собраний Ямайки).
Испания уступила Англии право на Ямайку по Мадридскому договору 1670 года. Исчезновение угрозы испанского вторжения послужило стимулом для развития плантаций. В результате плантаторы стали доминировать в Палате собраний Ямайки, конфликтовать с губернаторами и королём. Борьба фракций шла и внутри самой Палаты. На протяжении большей части 1670-х и 1680-х годов Карл II, Яков II и собрание спорили по таким вопросам, как право покупки рабов с тех судов, которые не контролировались английской королевской торговой компанией.
Последний губернатор эпохи Стюартов, герцог Альбемарль, который был более заинтересован в охоте за сокровищами, чем в развитии плантаций, изгнал плантаторскую олигархию из Палаты. После смерти герцога в 1688 году плантаторы, сбежавшие с Ямайки в Лондон, преуспели в лоббировании своих интересов при дворе короля Якова II, и он приказал вернуться к политическому устройству до Альбемарля, а революции, которая привела к престолу Вильгельма III и Марию в 1689 году, подтвердила право плантаторов на управление Ямайкой через Палату.
Этот договор также улучшил поставку рабов, и усилил защиту острова, что имело особое значение во время англо-французской войны в Карибском бассейне с 1689 по 1713 год. Однако, хотя испанцы больше не угрожали Ямайке, ранним английским поселенцам приходилось отражать атаки французов. В 1694 году Жан-Батист Дюкасс возглавил отряд из трёх военных кораблей и 29 транспортных судов, которые высадились в Порт-Моранте на востоке Ямайки, где они сожгли плантации, разрушили более 50 сахарных заводов, похитили сотни рабов, убили и замучили многих белых колонистов. Затем Дюкасс плыл вдоль южного побережья, в конце концов высадился в заливе Карлайл, с целью атаковать Спэниш-Таун. Однако отряд ополченцев плантаторов и их рабов победил Дюкасса, который затем разрушил Карлайл-Бэй и отступил в Сен-Доминго.

### Ямайские мароны
Когда англичане в 1655 году захватили Ямайку, то испанские колонисты бежали, оставив большое количество африканских рабов. Эти бывшие испанские рабы создали три Palenques, или поселения. Бывшие рабы, собравшиеся под командованием Хуана де Серраса объединились с испанскими партизанами на западе округа Кокпит, а мароны Хуана де Боласа обосновались в современном приходе Кларендон, и служили «черным ополчением» для англичан. Третья группа маронов присоединилась к тем, кто ранее бежал от испанцев, чтобы жить с народом аравак. Каждая группа ямайских маронов основала отдельные независимые общины в горных районах Ямайки. Они выживали за счет натурального хозяйства и периодических набегов на плантации. Со временем мароны стали контролировать большие территории внутренних районов Ямайки.
Во второй половине семнадцатого века де Серрас вел регулярные кампании против английских войск, даже нападая на столицу Испанского города, и он никогда не был побежден англичанами. [ необходима цитата ] В начале восемнадцатого века мароны нанесли тяжелый урон британским войскам. Британские колониальные власти направили против них местное ополчение и подразделения британской армии, но мароны успешно провели партизанскую кампанию против них в горных районах и вынудили британское правительство искать мирные условия, чтобы положить конец дорогостоящему конфликту.
В начале восемнадцатого века англоговорящие беглые рабы- аканы были в авангарде борьбы маронов против британцев. Куджо возглавлял Подветренных Маронов на западе Ямайки, в то время как Куао и Королева Няня были лидерами Подветренных Маронов в Голубых горах восточной Ямайки. Однако восстание в конце концов закончилось подписанием мирных соглашений в 1739 и 1740 годах

### Пиратская экономика Ямайки
Испанское сопротивление продолжалось в течение нескольких лет после английского завоевания, в некоторых случаях с помощью ямайских маронов, но Испании так и не удалось вернуть остров. Англичане основали свой главный прибрежный город в Порт-Рояле. При раннем английском правлении Ямайка стала прибежищем каперов, пиратов, а иногда и откровенных пиратов: Кристофера Мингса, Эдварда Мансвельта и, самое известное, Генри Моргана.
Помимо того, что Испания не могла вернуть свои земли, она больше не могла обеспечивать свои колонии в Новом Свете промышленными товарами на регулярной основе. Прогрессирующая нерегулярность ежегодного испанского флота в сочетании с растущим отчаянием колоний в отношении промышленных товаров, позволили Порт-Роялю процветать, и к 1659 году двести домов, магазинов и складов окружили форт. Купцы и каперы работали вместе в так называемой «принудительной торговле». Торговцы будут спонсировать торговые операции с испанцами, в то же время спонсируя каперов нападать на испанские корабли и грабить испанские прибрежные города.
В то время как купцы, безусловно, имели преимущество, каперы были неотъемлемой частью операции. Нуала Захедие, преподаватель Эдинбургского университета, писала: «Как противники, так и сторонники так называемой» принудительной торговли «заявляли, что состояние города было сомнительным, так как оно полностью основано на обслуживании потребностей каперов и очень прибыльной торговле. в призовых товарах». Она добавила: «Сообщение о том, что 300 человек, сопровождавших Генри Моргана в Портобелло в 1668 году, вернулись в город с призом в размере не менее 60 фунтов стерлингов каждый (в два или три раза превышающих обычную годовую зарплату на плантациях), не оставляет сомнений. что они были правы».
Принудительная торговля стала в Порт-Рояле чуть ли не образом жизни. Майкл Поусон и Дэвид Буссере писали: «… так или иначе, похоже, что почти все имущие жители Порт-Ройяля заинтересованы в каперстве». Принудительная торговля быстро делала Порт-Рояль одним из самых богатых сообществ на английских территориях Северной Америки, намного превосходя любую прибыль, полученную от производства сахарного тростника. Захедие писал: «Один только набег на Портобелло [в 1668 году] привел к разграблению на сумму 75 000 фунтов стерлингов, что более чем в семь раз превышает годовой объем экспорта сахара с острова, который по ценам Порт-Рояля в то время не превышал 10 000 фунтов».
Однако многие успешные каперы и пираты стали неотъемлемой частью растущей сахарной промышленности и приобретения ею большого количества африканских рабов. В 1670-х и 1680-х годах, будучи владельцем большой рабской плантации, Морган провел три кампании против ямайских маронов Хуана де Серраса. Морган добился некоторого успеха против маронов, которые отступили дальше в Голубые горы, где они смогли остаться вне досягаемости Моргана и его войск.

### Землетрясение 1692 года и крушение Порт-Ройял
7 июня 1692 года в Порт-Рояле произошло сильное землетрясение. Две трети города ушло в море сразу после главного удара. Согласно Роберту Ренни в его «Истории Ямайки» (1807 г.): «Все причалы сразу затонули, и в течение двух минут девять десятых города были покрыты водой, которая поднялась до такой высоты, что он входил в самые верхние комнаты нескольких домов, которые остались стоять. Вершины самых высоких домов были видны в воде и окружены мачтами судов, которые были затоплены вместе с ними». До землетрясения в городе проживало 6 500 жителей, которые проживали примерно в 2 000 зданий, многие из которых были построены из кирпича и имели более одного этажа, и все они были построены на рыхлом песке. Во время тряски песок разжижился, и здания вместе с их обитателями, казалось, текли в море.
Сразу после землетрясения было принято приписывать разрушение божественному возмездию, нанесенному жителям Порт-Рояля за их греховные поступки. Члены Совета Ямайки заявили: «Этим мы стали примером сурового суда Всемогущего Бога». Такой взгляд на катастрофу не ограничивался Ямайкой; в Бостоне преподобный Коттон Мэзер сказал в письме своему дяде: «Вот, случай, говорящий со всей нашей английской Америкой». После землетрясения город был частично перестроен. Но колониальное правительство было перемещено в Испанский город, который был столицей под властью Испании. Порт-Рояль пострадал от пожара 1703 года и урагана.в 1722 г. Большая часть морской торговли переместилась в Кингстон. К концу 18 века Порт-Рояль был в значительной степени заброшен.

## XVIII век

### Сахарный бум на Ямайке
В середине XVII века сахарный тростник был доставлен в Британской Вест — Индии на голландском языке, из Бразилии. Приземлившись на Ямайку и другие острова, они быстро призвали местных производителей сменить основные культуры с хлопка и табака на сахарный тростник. Из-за падения цен на хлопок и табак, в основном из-за жесткой конкуренции со стороны североамериканских колоний, фермеры сменили направление, что привело к буму в экономике стран Карибского бассейна. Сахар был быстро раскуплен англичанами, которые использовали его в пирожных и для подслащивания чая. В восемнадцатом веке сахар заменил пиратство в качестве основного источника дохода Ямайки, и Ямайка стала крупнейшим экспортером сахара в Британской империи. Сахар стал крупнейшим импортом в Британию в восемнадцатом веке.
Сахарная монокультура и рабовладельческие плантации распространились по Ямайке в восемнадцатом веке. Сахарная промышленность была трудоемкой, и англичане привезли на Ямайку сотни тысяч порабощенных африканцев. В 1673 году на Ямайке было всего 57 сахарных плантаций, но к 1739 году количество сахарных плантаций выросло до 430. К 1832 году на средней плантации на Ямайке было около 150 рабов и почти каждый четвертый раб. жили на единицах, в которых было не менее 250 рабов.
Саймон Тейлор (плантатор), владевший поместьями в ямайских приходах Сент-Томас и Сент-Мэри, был одним из самых богатых людей Британской империи в конце восемнадцатого и начале девятнадцатого веков. В восемнадцатом веке белые мужчины, пережившие тропические болезни, были в среднем в 50 раз богаче, чем те, кто проживал на Британских островах. Среди других британских плантаторов, разбогатевших в результате сахара и рабства на Ямайке, были Питер Бекфорд, Фрэнсис Прайс (плантатор) и Чарльз Эллис, 1-й барон Сифорд.

### Рост рабства
Численность чернокожих на Ямайке существенно не увеличивалась вплоть до восемнадцатого века, отчасти потому, что невольничьи корабли, пришедшие с западного побережья Африки, предпочитали сначала выгружаться на островах Восточного Карибского моря. В начале восемнадцатого века количество рабов на Ямайке не превышало 45 000, но это население выросло примерно до 75 000 в 1730 году и перешагнуло отметку в 100 000 в 1740-х годах. В 1778 году численность черных рабов превысила 200000 человек, а к 1800 году увеличилась до более чем 300000 человек.
Угнетение свободных чернокожих и свободных цветных людей усилилось в начале 18 века. В 1724 году белый плантатор по имени Уильям Бродрик оскорбил Фрэнсиса Уильямса (поэта), который также руководил школой для бесплатных чернокожих детей. Бродрик назвал его «черной собакой», на что Уильямс отреагировал, назвав Бродрика «белой собакой» несколько раз. Бродрик ударил Уильямса кулаком, в результате чего его «рот был в крови», но Уильямс принял ответные меры, после чего «рубашка и галстук Бродрика были разорваны (sic) упомянутым Уильямсом». Уильямс настаивал на том, что, поскольку он был свободным черным человеком, его нельзя было судить за нападение, как это было бы в случае с черными рабами, которые ударили белого человека, потому что он защищался.
Ассамблея, в которую входили избранные белые плантаторы, была встревожена успехом, с которым Уильямс доказывал свою позицию, и добилась отклонения попыток Бродрика привлечь его к ответственности. Жалоба на то, что «поведение Уильямса является большим воодушевлением для негров острова в целом», Ассамблея затем решила «внести законопроект о понижении упомянутого Фрэнсиса Уильямса до уровня других свободных негров на этом острове». Этот закон сделал незаконным для любого чернокожего человека на Ямайке наносить удары по белому, даже в порядке самообороны.
После отмены рабства в 1830-х годах сахарные плантации использовали различные формы труда, включая рабочих, импортированных из Индии по договорам об эмиссии.

### Первая Маронская война
Начиная с конца семнадцатого века, периодически происходили стычки между английскими ополченцами и наветренными маронами, а также периодические восстания рабов. В 1673 году одно из таких восстаний в приходе Святой Анны из 200 рабов создало отдельную группу подветренных маронов. Эти мароны объединились с группой мадагаскарцев, которые пережили крушение невольничьего корабля и образовали собственное бордовое сообщество в приходе Святого Георгия. Еще несколько восстаний усилили численность этой Подветренной группы. Примечательно, что в 1690 году восстание на плантации Саттона, Кларендон, насчитывавшее 400 рабов, значительно усилило Подветренных Маронов. В сентябре 1728 года британцы отправили на Ямайку дополнительные войска, что привело к обострению конфликта. Однако, несмотря на увеличение численности, британские колониальные власти не смогли победить наветренных маронов.
Подветренные мароны населяли «кабины», пещеры или глубокие овраги, которые легко защищать даже от войск с превосходящей огневой мощью. Такая партизанская война и использование разведчиков, которые трубили в абенг (коровий рог, который использовался как труба), чтобы предупредить о приближении британских солдат, позволили маронам уклоняться, мешать, расстраивать и побеждать силы Империи.
В 1739—1740 годах британское правительство на Ямайке признало, что оно не может победить маронов, поэтому они предложили им вместо этого мирные договоры. В 1739 году британцы во главе с губернатором Эдвардом Трелони подали иск о мире с лидером Подветренных Маронов Каджо, которого британские плантаторы описали как невысокого, почти карликового человека, который в течение многих лет умело и храбро сражался за независимость своего народа. Некоторые писатели утверждают, что во время конфликта Каджо все больше разочаровывался и ссорился со своими лейтенантами и с другими группами Маронов. Он чувствовал, что единственной надеждой на будущее был мирный договор с противником, который признал независимость Подветренных Маронов. В 1742 году Каджо пришлось подавить восстание подветренных маронов против договора.
В 1740 году еще более мятежные наветренные мароны Синих гор также согласились подписать договор под давлением как белых ямайцев, так и подветренных маронов. В обмен на обеспечение своей свободы маронов попросили согласиться не укрывать новых беглых рабов, а, скорее, помочь их поймать. Этот последний пункт договора, естественно, вызвал раскол между маронами и остальной частью черного населения, хотя время от времени беглецы с плантаций все же находили путь в новые темно-бордовые поселения, такие как те, которыми управляет Трехпалый Джек (Ямайка). Еще одно положение соглашения заключалось в том, что мароны будут служить для защиты острова от захватчиков. Последнее произошло потому, что британцы почитали маронов как умелых воинов.
После мирных договоров 1739—1740 годов целинные земли были открыты для заселения, и экономика Ямайки процветала в последовавший за этим мирный период. После подписания договоров были основаны пять официальных городов Маронов — Аккомпонг ; Город Каджо (Город Трелони) ; Городские няни, позже известные как Мур-Таун, Скоттс-Холл (Ямайка) и Чарльз-Таун, Ямайка, живут под собственными правителями и британским надзирателем, известным как суперинтендант.

### Восстание Тэки
Основные статьи: Трёхпалый Джек (Ямайка) и восстание Тэки
Репрессии против рабов на Ямайке считались современниками одними из самых жестоких в мире. В 1739 году Чарльз Лесли писал, что «Ни одна страна (Ямайка) не превосходит Ямайку в варварском обращении с рабами или в жестоких методах, которые они казнили».
В 1750-х годах беглый раб по имени Анкома сформировал сообщество, состоящее из сбежавших рабов, в том месте, которое сейчас известно как приход Сент-Томас, Ямайка. В 1759 году Анкома был убит маронской женщиной и другой женщиной, которые оба были его пленниками. Тем не менее, его сообщество продолжало процветать и, вероятно, составило основу сообщества Джека Мансонга позже в том же веке.
Рабы колонии, численность которых превосходила своих белых хозяев в соотношении 20:1 в 1800 году, организовали более десятка крупных заговоров рабов (большинство из которых были организованы Коромантинами) и восстаний в XVIII веке, включая восстание Тэки в мае 1760 года. Во время этого восстания Тэки, надзиратель рабов на плантации Пограничья в округе Сент-Мэри, возглавил группу порабощенных африканцев, захвативших плантации Пограничной и Тринити, убивая их поработителей. Затем они направились к складу в Форт-Холдейне, где хранились боеприпасы для защиты города Порт-Мария. Убив кладовщика, Тэки и его люди украли почти 4 бочки с порохом и 40 единиц огнестрельного оружия с дробью., прежде чем отправиться на захват плантаций Хейвуд-холла и Эшера.
К рассвету сотни других рабов присоединились к Тэки и его последователям. В долине Балларда повстанцы остановились, чтобы порадоваться своему успеху. Один раб из Эшера решил ускользнуть и забить тревогу. Обеамены (карибские знахари) быстро распространились по лагерю, раздавая порошок, который, по их утверждениям, защитит людей от ран в бою, и громко заявили, что Обеамана нельзя убить. Уверенность была высокой.
Вскоре на их пути было от 70 до 80 конных ополченцев и несколько маронов из Скоттс-холла, которые были связаны договором о подавлении таких восстаний. Когда ополченцы узнали о том, что Обеахман хвастается невозможностью быть убитым, Обеахман был схвачен, убит и повешен с его маской, украшениями из зубов, обрезками костей и перьев на видном месте, видимом из лагеря повстанцев. Многие повстанцы, потеряв уверенность, вернулись на свои плантации. Tacky и около 25 человек решили продолжить бой.
Тэки и его люди побежали через лес, преследуемые маронами и их легендарным стрелком Дэви Мароном. На полной скорости Дэви выстрелил в Тэки и отрубил ему голову в доказательство своего подвига, за что был бы щедро вознагражден. Голова Тэки позже была выставлена на шесте в Спэништауне, пока последователь не снял ее посреди ночи. Остальные люди Тэки были найдены в пещере недалеко от Тэки-Фоллс, они покончили жизнь самоубийством, а не вернулись в рабство.

### Беглецы в Голубых горах
Однако, несмотря на поражение Тэки, его восстание продолжало вдохновлять рабов сопротивляться либо путем восстания, либо путем бегства. Джек Мансонг, также известный как Трехпалый Джек (Ямайка), был беглым рабом, который сформировал сообщество беглецов на востоке Ямайки в 1770-х и 1780-х годах. Сбежавшая община процветала в том же приходе Сен-Томас-на-Востоке, защищенном лесами Голубых гор, откуда они часто нападали на сахарные плантации и позволяли другим рабам бежать. Также они нападали на белых путешественников на дорогах.
В 1781 году Джек был убит группой маронов. Тем не менее, сообщество сбежавших из дома Джека продолжало процветать при его заместителях. В 1792 году Даггер был захвачен ямайским ополчением, но Тони затем стал лидером сообщества беглых рабов в Сент-Томасе, и их никогда не задерживали и не разгоняли.

### Вторая Маронская война

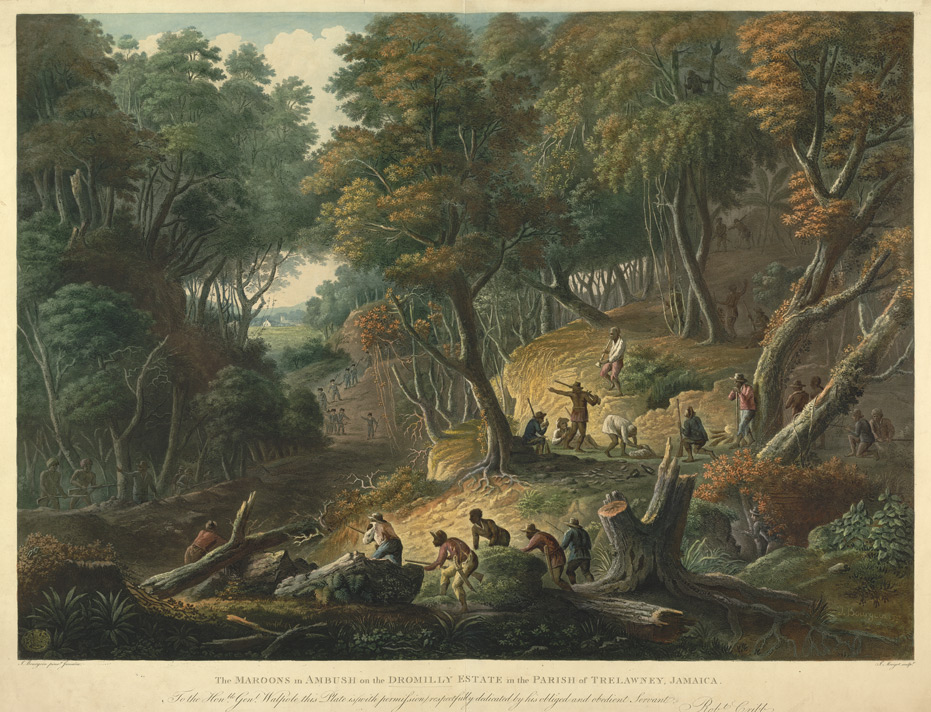
Засада во время маронской войны.

В 1795 году началась Вторая маронская война: когда два марона из города Каджо (город Трелони) были выпороть черным рабом за то, что украли, по его словам, двух свиней. Когда шесть представителей маронов прибыли к британским властям с жалобами, те взяли их под арест. Это вызвало восьмимесячный конфликт, поскольку мароны решили, что британцы нарушают условия договора 1739 года.
Колониальное ополчение потерпело несколько поражений, после чего боевые действия приостановились. 5 000 британских солдат и ополченцев превосходили численностью маронов и их беглых союзников-рабов в десять раз, но гористая и лесная топография Ямайки оказалась идеальной для партизанской войны. Понимая, что не могут продолжать партизанскую войну, трелонские маруны сдались в декабре 1795 года на условии, что не будут депортированы.
В соглашении, подписанном в декабре между генерал-майором Джорджем Уолполом и лидерами маронов, было установлено, что мароны из Трелони-Тауна будут на коленях просить прощения у короля, вернут всех беглых рабов и будут переселены в другое место на Ямайке. Губернатор Ямайки Александр Линдси ратифицировал договор, но дал трелонским марунам только три дня, чтобы 1 января 1796 года просить прощения. Подозрительно относясь к британским намерениям, большинство марунов не сдавалось до середины марта. Британцы использовали надуманное нарушение договора как предлог для депортации всех маронов Трелони-Таун в Новую Шотландию. Через несколько лет тролони-мароны снова были перевезены, на этот раз по их просьбе, в новое британское поселение Сьерра-Леоне в Западной Африке.

## XIX век

### Кампания меньшинств за права
В XVIII веке некоторые рабы обеспечивали свою свободу различными способами, например, будучи любовницами или детьми белых с плантации. В 1780 году одна из этих свободных цветных людей, Куба Корнуоллис, стала широко известной, когда она вылечила британского военно-морского героя Горацио Нельсона, 1-го виконта Нельсона, в Порт-Рояле, когда он заболел.
На рубеже XIX века Ассамблея Ямайки предоставила евреям избирательные права, в которых им ранее было отказано. После отмены работорговли в 1807—1808 годах Ямайское собрание сочло, что им нужна поддержка меньшинств, чтобы избежать полного освобождения рабов. Сначала Ассамблея сопротивлялась попыткам свободных цветных на Ямайке обеспечить равные права, а в 1823 году Ассамблея депортировала одного из своих лидеров, Луи Селесту Лечен. Однако после того, как они предоставили евреям право голоса, они наконец уступили требованиям свободных цветных о равных правах. Такие участники кампании, как Эдвард Джордон, Роберт Осборн (Ямайка) и Ричард Хилл (Ямайка)были успешными в обеспечении равных прав для свободных цветных людей в начале 1830-х годов.

### Сопротивление рабов
Сотни беглых рабов обезопасили свою свободу, убегая и сражаясь вместе с маронами из Трелони-Тауна. Около половины этих беглецов сдались вместе с маронами, и многие были казнены или перепроданы в рабство Кубе. Однако несколько сотен человек остались в лесах Страны Кокпита и присоединились к другим беглым общинам. В 1798 году раб по имени Каффи (Ямайка) сбежал из западного поместья и основал беглую общину, которая смогла противостоять попыткам колониальных сил и маронов, оставшихся на Ямайке, подчинить их. В начале девятнадцатого века колониальные записи описывают сотни беглых рабов, сбежавших в «Хилширшир», где они процветали в течение нескольких лет, прежде чем были захвачены партией маронов.
В 1812 году сообщество беглецов началось, когда дюжина мужчин и несколько женщин сбежали с сахарных плантаций Трелони в Страну Кокпит, и они создали деревню с любопытным названием Me-no-Sen-You-no-Come. К 1820-м годам в Me-no-Sen-You-no-Come проживало от 50 до 60 беглецов. Главы общины были беглыми рабами по имени Уоррен и Форбс. Me-no-Sen-You-no-Come также вела процветающую торговлю с рабами с северного побережья, которые обменивали соляную провизию с беглецами на свою землю. В октябре 1824 года колониальные ополчения пытались уничтожить это сообщество. Тем не менее, сообщество Me-no-Sen-You-no-Come продолжало процветать в Стране Кокпита до Освобождения в 1830-х годах.

### Баптистская война
В 1831 году порабощенный баптистский проповедник Сэмюэл Шарп возглавил забастовку, требуя большей свободы и заработной платы, равной «половине нынешней заработной платы». После отказа от их требований забастовка переросла в полный мятеж. Баптистская война, как она была известна, стала крупнейшим восстанием рабов в Британской Вест-Индии продолжавшимся 10 дней и мобилизовавшим до 60 000 из 300 000 рабов Ямайки.
Восстание было относительно легко подавлено британскими войсками под контролем сэра Уиллоуби Коттона. Реакция правительства Ямайки и плантократии была гораздо более жестокой. Всего было убито около пятисот рабов: 207 во время восстания и где-то в диапазоне от 310 до 340 рабов были убиты в результате «различных форм судебных казней» после завершения восстания, временами за весьма незначительные правонарушения (одна зарегистрированная казнь указывает, что преступлением является кража свиньи; другое — коровы). В отчете Генри Блеби за 1853 год описывается, как обычно наблюдались три или четыре одновременных казни; Тела могли складываться в кучу, пока негры из работных домов не вывозили тела ночью и не хоронили их в братских могилах за пределами города. Считается, что жестокость плантократии во время восстания ускорила процесс эмансипации, причем первые меры были приняты в 1833 году.

### Упадок сахара и эмансипация
Некоторые историки считают, что с отменой работорговли в 1808 году и самого рабства в 1834 году экономика острова, основанная на сахаре и рабах, пошатнулась. Однако Эрик Уильямс утверждал, что британцы отменили сначала работорговлю, а затем само рабство только тогда, когда они перестали быть экономически жизнеспособными институтами.
На протяжении большей части восемнадцатого века монокультурная экономика, основанная на производстве сахара на экспорт, процветала. Однако в последней четверти века сахарная экономика Ямайки пришла в упадок, поскольку голод, ураганы, колониальные войны и войны за независимость нарушили торговлю. Несмотря на Британском парламенте "s 1807 отмены работорговли, согласно которому ввоз рабов на Ямайку после 1 марта 1808 года был запрещен, сахар продолжал иметь некоторый успех в течение следующего десятилетия. К 1820-м годам, однако, ямайский сахар стал менее конкурентоспособным по сравнению с сахаром, производимым крупными производителями, такими как Куба, и впоследствии производство снизилось. Когда сахар снизился как урожай, британское правительство было убеждено освободить рабов с отменой рабства в 1834 году. и полное освобождение в течение четырех лет.
Из-за потери имущества и жизни во время восстания 1831 года во время баптистской войны британский парламент провел два расследования. Их отчеты об условиях внесли большой вклад в движение за отмену рабства и принятие закона 1833 года об отмене рабства с 1 августа 1834 года на всей территории Британской империи.
Ямайские рабы были связаны (взяты по договору) на службу своим бывшим владельцам, хотя и с гарантией прав, до 1838 года в соответствии с так называемой системой ученичества. Изначально планировалось, что это ученичество продлится до 1840 года, но многочисленные злоупотребления, совершенные владельцами белых плантаций над своими черными учениками, привели к тому, что британское правительство прекратило его на два года раньше срока, и бывшие рабы наконец получили полную свободу. Плантаторы часто вступали в конфликт с Ричардом Хиллом, главой департамента государственных магистратов смешанной расы, из-за жестокого обращения с учениками.

### Постэмансипация Ямайка
Период после эмансипации в 1830-х годах изначально был отмечен конфликтом между плантократией и элементами в Колониальном управлении по поводу того, в какой степени индивидуальная свобода должна сочетаться с политическим участием черных. В 1840 году Собрание изменило квалификацию голосования таким образом, что позволило значительному количеству чернокожих и людей смешанной расы (коричневые или мулаты) голосовать, но наложило на них ограничения владения собственностью, из-за чего большинство небелых мужчин не могло участвовать в голосовании.
Требовался доход 180 фунтов стерлингов в год, или недвижимость на сумму 1800 фунтов стерлингов, или недвижимое и личное имущество на сумму 3000 фунтов стерлингов. Эти цифры исключили подавляющее большинство освобожденных чернокожих ямайцев из права голоса на выборах в Скупщину. Следовательно, ни эмансипация, ни изменение квалификации для голосования не привели к изменению политической системы. Главные интересы класса плантаторов заключались в постоянной прибыльности их поместий, и они продолжали доминировать в элитарной Ассамблее.
В конце восемнадцатого века и в первые годы девятнадцатого века корона начала допускать некоторых ямайцев — в основном местных торговцев, городских профессионалов и ремесленников — в назначенные советы. Два свободных цветных человека, Эдвард Джордон и Ричард Хилл, стали ведущими фигурами на Ямайке после освобождения. В 1835 году Хилл был назначен главой Департамента стипендиальных магистратов, и эту должность он занимал много лет.
В 1835 году Джордон был избран членом Ассамблеи от Кингстона, и он возглавил Партию Королевского Дома, или Цветную партию, которая выступала против Партии плантаторов. В 1852 году Джордон стал мэром Кингстона, занимая этот пост в течение 14 лет, и он был спикером Ассамблеи в начале 1860-х годов.

### Восстание в заливе Морант
Основная статья: Восстание в заливе Морант
Напряженность привела к восстанию в Морант-Бэй в октябре 1865 года, которое возглавил Пол Богл. Восстание вспыхнуло 7 октября, когда чернокожий мужчина предстал перед судом и был заключен в тюрьму за якобы вторжение на давно заброшенную плантацию. Во время судебного разбирательства Джеймс Геогегон, черный зритель, сорвал судебное разбирательство, и в попытках полиции схватить его и удалить из здания суда, между полицией и другими зрителями разгорелась драка. Во время преследования Геогегона двух полицейских избили палками и камнями. В следующий понедельник были выданы ордера на арест нескольких мужчин за беспорядки, сопротивление аресту и нападение на полицию. Среди них был баптистский проповедник Поль Богл.
Несколькими днями позже, 11 октября, г-н Поль Богл вместе с группой протестующих двинулся к заливу Морант. Когда группа прибыла в здание суда, их встретил небольшой и неопытный ополченец-волонтер. Толпа начала забрасывать ополченцев камнями и палками, ополченцы открыли огонь по группе, убив семерых чернокожих демонстрантов, прежде чем отступить.
Губернатор Джон Эйр направил правительственные войска, под командованием генерал-бригадир Александр Нельсон, чтобы выследить плохо вооруженных повстанцев и принести Павла Пугало обратно в Морант Бэй для суда. Войска не встретили организованного сопротивления, но, несмотря на это, они убивали чернокожих без разбора, большинство из которых не участвовали в бунте или восстании: по словам одного солдата, «мы перебили всех перед собой… мужчину, женщину или ребенка». В конце концов, 439 чернокожих ямайцев были убиты непосредственно солдатами, а еще 354 (включая Пола Богла) были арестованы и позже казнены, причем некоторые без надлежащего судебного разбирательства. Пол Богл был казнен «либо в тот же вечер, либо на следующее утро». Другие наказания включали порку более 600 мужчин и женщин (в том числе некоторых беременных женщин) и длительные тюремные сроки, при этом тысячи домов, принадлежащих черным ямайцам, были сожжены без каких-либо уважительных причин.
Джордж Уильям Гордон, ямайский бизнесмен и политик, который критиковал губернатора Джона Эйра и его политику, позже был арестован губернатором Джоном Эйром, который считал, что он стоял за восстанием. Несмотря на то, что он не имел к этому никакого отношения, Гордон в конце концов был казнен. Хотя он был арестован в Кингстоне, Эйр перевел его в залив Морант, где его могли судить в условиях военного положения. Казнь и суд над Гордоном с помощью военного положения подняли некоторые конституционные проблемы еще в Великобритании, где возникла обеспокоенность по поводу того, следует ли управлять британскими зависимостями по закону или с помощью военной лицензии. В ходе скорого судебного разбирательства Гордона повесили 23 октября, всего через два дня после его начала. Его и Уильяма Богла, брата Пола, «судили вместе, и казнили одновременно».

### Экономический спад
К 1882 году производство сахара было меньше половины уровня, достигнутого в 1828 году. Не удалось превратить бывших рабов в класс арендаторов-издольщиков, аналогичный тому, который установился в период после Гражданской войны на юге США, плантаторы. стал все более зависимым от наемного труда и начал нанимать рабочих за рубежом, в основном из Индии, Китая и Сьерра-Леоне. Многие из бывших рабов поселились в крестьянских или небольших фермерских общинах во внутренних районах острова, в «поясе ямса», где они занимались натуральным хозяйством и выращиванием некоторых товарных культур.
Вторая половина девятнадцатого века была периодом серьезного экономического спада для Ямайки. Низкие цены на урожай, засухи и болезни привели к серьезным социальным беспорядкам, кульминацией которых стали восстания в Морант-Бей в 1865 году. Губернатор Эйр воспользовался этой возможностью, чтобы упразднить Ассамблею, на которую все большее влияние оказывали свободные чернокожие и смешанные. представители расы. Джордон и Осборн решительно выступили против этой меры, но Эйр протолкнул ее, несмотря на их сопротивление.
Однако возобновление британской администрации после восстания 1865 года в форме статуса колонии Короны привело к определенному социальному и экономическому прогрессу, а также к инвестициям в физическую инфраструктуру. Сельскохозяйственное развитие было центральным элементом восстановленного британского правления на Ямайке. В 1868 году был запущен первый крупномасштабный ирригационный проект. В 1895 г. было основано Ямайское сельскохозяйственное общество с целью продвижения более научных и прибыльных методов ведения сельского хозяйства. Также в 1890-х годах была введена Программа урегулирования земель короны, своего рода программа земельной реформы, которая позволила мелким фермерам покупать два гектара или более земли на выгодных условиях.
Между 1865 и 1930 годами характер землевладения на Ямайке существенно изменился, поскольку важность сахара упала. Поскольку многие бывшие плантации обанкротились, часть земли была продана ямайским крестьянам в рамках урегулирования Crown Lands Settlement, тогда как другие тростниковые поля были консолидированы доминирующими британскими производителями, в первую очередь британской фирмой Tate and Lyle. Хотя концентрация земли и богатства на Ямайке была не такой резкой, как в испаноязычных странах Карибского бассейна, к 1920-м годам типичные сахарные плантации на острове увеличились в среднем до 266 гектаров. Но, как уже отмечалось, мелкомасштабное сельское хозяйство на Ямайке пережило консолидацию земель сахарными державами. Число мелких хозяйств фактически утроилось с 1865 по 1930 год, таким образом сохранив большую часть населения в виде крестьянства. Большая часть роста мелких хозяйств произошла до 1910 года, при этом площадь хозяйств составляла в среднем от двух до двадцати гектаров.
Рост торговли бананами во второй половине девятнадцатого века также изменил структуру производства и торговли на острове. Бананы впервые были экспортированы в 1867 году, и после этого их выращивание быстро росло. К 1890 году бананы заменили сахар в качестве основного экспортного товара Ямайки. Производство выросло с 5 миллионов стеблей (32 процента экспорта) в 1897 году до в среднем 20 миллионов стеблей в год в 1920-х и 1930-х годах, или более половины внутреннего экспорта. Как и в случае с сахаром, присутствие американских компаний, таких как хорошо известная United Fruit Company на Ямайке, было движущей силой возобновления экспорта сельскохозяйственной продукции. Британцы также больше заинтересовались ямайскими бананами, чем сахаром страны. Однако расширению производства бананов препятствовала серьезная нехватка рабочей силы. Рост банановой экономики происходил на фоне общего исхода до 11 000 ямайцев в год.

### Ямайка как коронная колония
В 1846 году ямайские плантаторы, все еще не оправившиеся от потери рабского труда, понесли сокрушительный удар, когда Великобритания приняла Закон о пошлинах на сахар, устранив традиционно привилегированный статус Ямайки как ее основного поставщика сахара. Палата собрания Ямайки и сменявшие друг друга губернаторы спотыкались от одного кризиса к другому до тех пор, пока торговля сахаром не обрушилась, когда расовая и религиозная напряженность достигла апогея во время восстания в Морант-Бэй в 1865 году. Хотя и подавлялись. Жестокие беспорядки так встревожили белых плантаторов, что губернатор Эдвард Джон Эйр и Управление по делам колоний удалось убедить двухвековую ассамблею проголосовать за свою отмену и потребовать установления прямого британского правления. Этот шаг положил конец растущему влиянию цветных людей в выборной политике. Практика запрета небелым занимать государственные должности была восстановлена, несмотря на противодействие со стороны цветных лидеров, таких как Джордон.
В 1866 году новое правительство колонии Короны состояло из Законодательного совета и Исполнительного Тайного совета, в который входили члены обеих палат Палаты собрания, но Колониальное управление осуществляло эффективную власть через председательствующего британского губернатора. В совет вошли несколько избранных видных ямайцев только для виду. В конце девятнадцатого века правила колонии короны были изменены; представительство и ограниченное самоуправление были постепенно восстановлены на Ямайке после 1884 года. Правовая структура колонии была реформирована в соответствии с принципами английского общего права и окружных судов, а также были созданы полицейские силы.
Бесперебойная работа системы колоний Короны зависела от хорошего понимания и совпадения интересов между правительственными чиновниками, которые были британцами, и большинством неофициальных, назначенных членов Законодательного совета, которые были ямайцами. Избранные члены этого органа находились в постоянном меньшинстве и не имели никакого влияния или административной власти. Негласный альянс, основанный на общих взглядах, взглядах и интересах, между британскими официальными лицами и высшим классом Ямайки был укреплен в Лондоне, где Вест-Индский комитет лоббировал интересы Ямайки. Однако квалификация собственности и проверка грамотности показали, что только небольшой процент чернокожего ямайского большинства мог голосовать на этих выборах. Белый или почти белый имущий класс Ямайки продолжал занимать доминирующее положение во всех отношениях; подавляющее большинство чернокожего населения оставалось бедным и бесправным.
Когда чернокожие ямайки стали недовольны отсутствием политического представительства, они обратились к поддержке двух лидеров, которые бросили вызов расовой иерархии, оба настаивали на том, что черные люди равны белым людям, которые доминировали в правительстве и богатстве острова. Александр Бедворд был проповедником- возрожденцем, который придерживался концепции панафриканизма. Доктор Джозеф Роберт Лав основал газету и выступал за представление чернокожих на политической арене. Оба мужчины были предшественниками Марка Мосайи Гарви.

### Кингстон, новая столица
В 1872 году правительство приняло закон о переводе правительственных учреждений из Спэништауна в Кингстон. Кингстон был основан как убежище для выживших после землетрясения 1692 года, разрушившего Порт-Ройал. Город не начал расти до дальнейшего разрушения Порт-Ройяля огнем пиратского флота Ника Катании в 1703 году. Сюрвейер Джон Гоффе составил план города, основанный на сетке, ограниченной Северной, Восточной, Западной и Харбор-стрит. К 1716 году он стал крупнейшим городом и центром торговли Ямайки. Правительство продавало землю людям, согласно которым они покупали не больше той земли, которой они владели в Порт-Рояле, и только на берегу моря. Постепенно богатые купцы начали переезжать из своих домов в сельские угодья на равнинах Лигуанеи к северу.
В 1755 году губернатор, сэр Чарльз Ноулз, было принято решение о передаче государственных учреждений из испанского города Кингстон. Некоторые считали его неподходящим местом для собрания в непосредственной близости от моральных отвлекающих факторов Кингстона, и следующий губернатор отменил закон. Однако к 1780 году население Кингстона составляло 11 000 человек, и торговцы начали лоббировать перенос административной столицы из Спэниш-Тауна, который к тому времени затмил коммерческую деятельность в Кингстоне. 1907 Kingston землетрясенияразрушили большую часть города. Многие писатели того времени считали землетрясение одним из самых смертоносных в мире, оно привело к гибели более восьмисот ямайцев и разрушению домов еще более десяти тысяч человек.

## XX век

### Маркус Гарви
Маркус Мосия Гарви, чернокожий активист и профсоюзный деятель, основал в 1914 году Всемирную ассоциацию улучшения положения негров и Лигу африканских сообществ, одну из первых политических партий Ямайки в 1929 году и ассоциацию рабочих в начале 1930-х годов. Гарви также продвигал движение « Назад в Африку», которое призывало лиц африканского происхождения вернуться на родину своих предков. Гарви безрезультатно умолял колониальное правительство улучшить условия жизни чернокожих и коренных жителей Вест-Индии.
Гарви, фигура неоднозначная, была объектом четырехлетнего расследования со стороны правительства Соединенных Штатов. Он был признан виновным в мошенничестве в 1923 году и служил большинство сроком на пять лет в качестве исправительного учреждения в Атланте, когда он был депортирован на Ямайке в 1927 году Гарви покинул колонию в 1935 году, чтобы жить в Соединенном Королевстве, где он умер по уши в долгах пять лет спустя. Он был провозглашен первым национальным героем Ямайки в 1960-х годах после того, как Эдвард П. Г. Сига, тогдашний министр правительства, организовал возвращение его останков на Ямайку. В 1987 году Ямайка подала петицию в Конгресс США помиловать Гарви на том основании, что федеральные обвинения, выдвинутые против него, были необоснованными и несправедливыми.

### Движение растафари
Движение растафари, авраамическая религия, возникло на Ямайке в 1930-х годах после коронации Хайле Селассие I в качестве императора Эфиопии. Хайле Селассие I был коронован императором Эфиопии в ноябре 1930 года. Это знаменательное событие в том, что Эфиопия была единственной африканской страной, кроме Либерии, которая была независима от колониализма, а Хайле Селассие был единственным африканским лидером, признанным среди королей и королев Европы. В течение следующих двух лет трое ямайцев, которые все оказались за границей во время коронации, вернулись домой и независимо друг от друга, как уличные проповедники, провозгласили божественность недавно коронованного Императора как вернувшегося Христа.
Во-первых, в декабре 1930 года Арчибальд Данкли, бывший моряк, высадился в Порт-Антонио и вскоре начал свое служение; в 1933 году он переехал в Кингстон, где была основана Эфиопская миссия короля царей. Джозеф Хибберт вернулся из Коста-Рики в 1931 году и начал распространять свое собственное убеждение в божественности Императора в районе Беноа, приход Сент-Эндрю, через свое собственное служение под названием «Эфиопская коптская вера» ; он тоже переехал в Кингстон в следующем году и обнаружил, что Леонард Хауэлл уже преподает многие из этих доктрин, вернувшись на Ямайку примерно в то же время. С добавлением Роберта ХайндсаЭти четверо проповедников, которые были гарвеями и в прошлом бедвардиты, вскоре начали привлекать последователей среди бедноты Ямайки.

### Великая депрессия и протесты рабочих
Избранные чернокожие члены Совета, такие как адвокат Дж. А. Г. Смит, резко критиковали колониальное правительство в начале 20 века. Признавая эту критику, британское правительство мало что сделало для их устранения.
Великая депрессия вызвала цены на сахар на спад в 1929 году и привела к возвращению многих жителей Ямайки, которые мигрировали за границей на работу. Экономический застой, недовольство безработицей, низкой заработной платой, высокими ценами и плохими условиями жизни вызвали социальные волнения в 1930-х годах.
Восстания на Ямайке начались в поместье Фром Шугар в западном округе Уэстморленд и быстро распространились на восток, в Кингстон. Ямайка, в частности, задала темп региону в своих требованиях экономического развития от британского колониального господства. Полиция применила силу, в результате чего несколько забастовщиков погибли, а несколько полицейских получили ранения. Это привело к дальнейшим беспорядкам в других частях острова. В 1938 году Промышленный профсоюз Bustamante получил поддержку, а Норман Мэнли сформировал Народную национальную партию, в которую первоначально входил его двоюродный брат, лидер профсоюзов. Александр Бустаманте.
Из-за беспорядков на Ямайке и в остальной части региона британцы в 1938 году назначили Комиссию Мойна. Непосредственным результатом Комиссии стал Закон о благосостоянии колониального развития, который предусматривал расходы примерно на 1 миллион фунтов стерлингов в год в течение двадцати лет на скоординированное развитие в Британской Вест-Индии. Однако не были приняты конкретные меры для решения огромных структурных проблем Ямайки.

### Новые профсоюзы и политические партии
Возникновение национализма, в отличие от идентификации островов или стремления к самоопределению, обычно связано с трудовыми беспорядками 1938 года, которые имели место на Ямайке и на островах в восточной части Карибского бассейна. Уильям Александр Бустаманте, ростовщик из столицы Кингстона, который три года назад создал Ямайский профсоюз торговых рабочих и торговцев (JTWTU), захватил воображение черных масс своей мессианской личностью. Он был светлокожим, богатым и аристократичным. Бустаманте вышел из забастовок 1938 года и других беспорядков как популистский лидер и главный представитель воинствующего городского рабочего класса. В том же году, используя JTWTU в качестве ступени, он основал Промышленный профсоюз Bustamante (BITU), который положил начало рабочему движению Ямайки.
Двоюродный брат Бустаманте Норман У. Мэнли в результате беспорядков 1938 года пришел к выводу, что основа национального единства на Ямайке лежит в массах. отличие от ориентированного на профсоюзы Бустаманте, Мэнли больше интересовал доступ к контролю над государственной властью и политические права для масс. 18 сентября 1938 года он учредил Народную национальную партию (ННП). Это началось как националистическое движение, поддерживаемое смешанным средним классом и либеральным сектором делового сообщества; ее лидеры были высокообразованными членами высшего среднего класса. Беспорядки 1938 года побудили PNP объединить рабочих в профсоюзы, хотя это было за несколько лет до того, как PNP сформировала крупные профсоюзы. Партия сконцентрировала свои первые усилия на создании сети как в городских районах, так и в сельских приходах, выращивающих бананы, а затем работала над созданием поддержки среди мелких фермеров и в районах добычи бокситов.
В 1940 году ПНП приняла социалистическую идеологию, а затем присоединилась к Социалистическому Интернационалу, формально вступив в союз с социал-демократическими партиями Западной Европы. Руководствуясь социалистическими принципами, Мэнли не был доктринерским социалистом. Социализм PNP в 1940-х годах был похож на идеи Британской лейбористской партии о государственном контроле над факторами производства, равенстве возможностей и государстве всеобщего благосостояния. Левый элемент в PNP придерживался более ортодоксальных марксистских взглядов.рассматривал и работал над интернационализацией профсоюзного движения через Карибский трудовой конгресс. В те годы становления политической и профсоюзной деятельности Ямайки отношения между Мэнли и Бустаманте были теплыми. Мэнли защищал Бустаманте в суде от обвинений, выдвинутых британцами за его трудовую активность во время беспорядков 1938 года, и заботился о BITU во время заключения Бустаманте.
Однако у Бустаманте были собственные политические амбиции. В 1942 году, все еще находясь в заключении, он основал политическую партию, конкурирующую с PNP, под названием « Лейбористская партия Ямайки» (JLP). Новую партию, лидеры которой принадлежали к более низкому классу, чем у НПН, поддержали консервативные бизнесмены и 60 000 платящих членские взносы членов БНП. их число входили рабочие доков и сахарных плантаций, а также другие неквалифицированные городские рабочие. Освободившись в 1943 году, Бустаманте начал создавать JLP. Между тем, несколько лидеров PNP организовали левоориентированный Конгресс профсоюзов (TUC). Таким образом, с самого начала развития современной Ямайки профсоюзы были неотъемлемой частью организованной политической жизни.
В течение следующей четверти века Бустаманте и Мэнли боролись за центральное место в политических делах Ямайки, причем первый отстаивал идею «босоногого человека»; последний — «демократический социализм», слабо определенная политическая и экономическая теория, направленная на достижение бесклассовой системы правления. Два отца-основателя Ямайки создавали совершенно разные популярные изображения. Бустаманте, не имея даже диплома средней школы, был авторитарным, харизматичным и очень искусным политиком; Мэнли был спортивным юристом, получившим образование в Оксфорде, ученым из Родса, гуманистом и либеральным интеллектуалом. Хотя Мэнли был значительно более сдержанным, чем Бустаманте, его любили и уважали. Он также был дальновидным националистом, который стал движущей силой стремления колонии Короны к независимости.
После 1938 волнения в Вест-Индии, Лондон послал Moyne комиссию для изучения условий в территориях Британских Карибских. Его выводы привели в начале 1940-х годов к повышению заработной платы и принятию новой конституции.
В 1954 году PNP исключила из своих рядов марксиста Ричарда Харта и трех других членов за их (предполагаемые) коммунистические взгляды. Остальными тремя участниками были Фрэнк Хилл, Кен Хилл и Артур Генри, и их все вместе называли «четыре H».
Харт и другие члены «четырех H» были очень активны в профсоюзном движении на Ямайке. В 1940-х и 1950-х гг. Харт работал членом Исполнительного комитета Совета профсоюзов с 1946 по 1948 год. Он был помощником секретаря Карибского трудового конгресса с 1945 по 1946 год и помощником секретаря с 1947 по 1953 год.
Изгнание «четырех H» означало разделение путей между PNP и Конгрессом профсоюзов (TUC), который был связан с PNP. Национальный союз трудящихся (NWU) эффективно заполнил вакуум, БКТ.

### Колониальные выборы
Новая Конституция значительно повысила избирательность. В 1919 году женщины получили право голоса на Ямайке, но только около одной двенадцатой населения имело право голоса. В 1943 году из 1,2 миллиона населения около 700 тысяч имели право голоса.
Конституция, принятая 20 ноября 1944 года, изменила систему колоний Короны и ввела ограниченное самоуправление на основе Вестминстерской модели правления и всеобщего избирательного права взрослых. Он также воплощал в себе принципы ответственности министров и верховенства закона.
В выборах 1944 г. участвовал 31 % населения. 12 декабря 1944 г. явка составила 58,7 %. Лейбористская партия Ямайки, которой помогли ее обещания создать рабочие места, практика распределения государственных средств в приходах, выступающих за JLP, и относительно радикальная платформа PNP, получила 18 процентов голосов над PNP, а также 22 места в ней. Палата представителей, состоящая из 32 членов. PNP получила 5 мест и 5 мест получили другие недолговечные партии. Бустаманте вступил в должность неофициального лидера правительства.
Согласно новой хартии, британский губернатор при поддержке Тайного совета в составе шести человек и Исполнительного совета в составе десяти человек оставался ответственным исключительно перед короной. Законодательный совет Ямайки стал верхней палатой, или сенатом, двухпалатного парламента. Члены палаты избирались голосованием взрослых по одномандатным избирательным округам, называемым избирательными округами. Несмотря на эти изменения, окончательная власть оставалась сосредоточенной в руках губернатора и других высокопоставленных чиновников.
1949 Ямайские всеобщие выборы были гораздо ближе. PNP получила больше голосов (203 048), чем JLP (199 538), но JLP получила больше мест; 17 против 13. Два места были выиграны независимыми кандидатами. Явка избирателей составила 65,2 %.
Партии лоббировали колониальное правительство с целью дальнейшего увеличения конституционных полномочий избранного правительства, а в июне 1953 года новая конституция предусматривала назначение главного министра и семи других министров из избранной Палаты представителей. Теперь у них было большинство над официальными и назначенными членами. Впервые министры могли нести широкую ответственность за управление внутренними делами острова. Единственные ограничения, наложенные на их полномочия, относились к общественной безопасности, государственному преследованию и вопросам, затрагивающим членов государственной службы, которые все еще подпадали под юрисдикцию министра по делам колоний. В 1953 году Бустаманте стал первым главным министром Ямайки (титул главы правительства до обретения независимости).
На всеобщих выборах 1955 года на Ямайке ПНП впервые победила, получив 18 из 32 мест. В JLP оказалось 14 мест, а независимых не было. Явка избирателей составила 65,1 %. В результате Норман Мэнли стал новым главным министром.
В 1959 году всеобщие выборы на Ямайке были проведены 28 июля 1959 года, и количество мест было увеличено до 45. PNP обеспечила более широкую победу, заняв 29 мест против 16 JLP.
Мэнли был назначен первым премьер-министром Ямайки 14 августа 1959 г.

### Федерация Вест-Индии и путь к независимости
Смотрите также: Федерация Вест-Индии и независимость Ямайки
Когда британское правительство решило объединить свои карибские колонии, в 1958 году была образована Вест-Индская федерация, состоящая из Ямайки и девяти других колоний. Федеральная рабочая партия Вест-Индии была организована Мэнли, а Демократическая рабочая партия — Бустаманте. На федеральных выборах 1958 года ДЛП получила 11 из 17 мест на Ямайке. Ни Мэнли, ни Бустаманте не участвовали в федеральных выборах.
Однако национализм был на подъеме, и недовольство новым союзом было огромным. Доля мест в федеральном парламенте Ямайки была меньше, чем ее доля в общей численности населения Федерации; многие ямайцы выразили мнение, что более мелкие острова истощат богатство Ямайки; Ямайка была географически удалена от восточной части Карибского бассейна; и многие жители Ямайки были расстроены тем, что Кингстон не был выбран в качестве столицы федерации.
Через три года после федеральных выборов Федерация не приблизилась к гарантированной независимости, и Бустаманте начал кампанию за выход Ямайки из Федерации, чтобы Ямайка получила независимость в своем собственном праве. Мэнли ответил, предложив людям возможность решить, хотят ли они, чтобы Ямайка оставалась в Федерации.
На референдуме 1961 года о членстве в Федерации Ямайка проголосовала 54 % за выход из Вест-Индии. Вскоре после этого другие участники начали уходить. Проиграв референдум, Мэнли взял Ямайку на избирательные участки в апреле 1962 года, чтобы получить мандат на независимость острова.
10 апреля 1962 года из 45 мест, выставленных на всеобщих выборах на Ямайке 1962 года, JLP получила 26 мест, а PNP — 19. Явка избирателей составила 72,9 %.
Это привело к независимости Ямайки 6 августа 1962 года, и несколько других британских колоний в Вест-Индии последовали их примеру в следующем десятилетии. Бустаманте сменил Мэнли на посту премьер-министра в период с апреля по август, а после обретения независимости он стал первым премьер-министром Ямайки.

## Экономика
Первые европейские поселенцы, испанцы, были в первую очередь заинтересованы в добыче драгоценных металлов и не развивали и не преобразовывали Ямайку. В 1655 году англичане оккупировали остров и начали медленный процесс создания сельскохозяйственной экономики, основанной на рабском труде, в поддержку промышленной революции в Англии. В течение семнадцатого века основные модели и социальная система экономики сахарных плантаций были установлены на Ямайке. Большие поместья, принадлежавшие отсутствующим плантаторам, управлялись местными агентами. Численность рабов быстро увеличивалась в течение последней четверти семнадцатого века, и к концу века количество рабов превысило количество белых европейцев по крайней мере в пять раз. Поскольку условия рабовладельческого режима были чрезвычайно суровыми и уровень смертности рабов был высоким, количество рабов увеличивалось за счет работорговли из Западной Африки, а не за счет естественного прироста.
На протяжении большей части восемнадцатого века монокультурная экономика, основанная на производстве сахара на экспорт, процветала. Однако в последней четверти века сахарная экономика Ямайки пришла в упадок, поскольку голод, ураганы, колониальные войны и войны за независимость нарушили торговлю. К 1820-м годам ямайский сахар стал менее конкурентоспособным по сравнению с сахаром крупных производителей, таких как Куба, и впоследствии производство снизилось. К 1882 году производство сахара было меньше половины уровня, достигнутого в 1828 году.
Некоторые историки считают, что основная причиной снижения сахара была в британском парламенте в сегодня 1807 отмене работорговли, в соответствии с которым была запрещена перевозка рабов на Ямайку после 1 марта 1808 года. Однако Сеймур Дрешер утверждал, что сахарная экономика Ямайки процветала до и после отмены работорговли. За отменой работорговли последовала отмена рабства в 1834 году и полное освобождение в течение четырех лет. Эрик Уильямспредставили доказательства того, что сахарная экономика пришла в упадок в 1820-х годах, и только тогда британское движение против рабства набрало обороты. Не имея возможности превратить бывших рабов в класс арендаторов-издольщиков, аналогичный тому, который установился в период после Гражданской войны на юге США, плантаторы стали все больше зависеть от наемного труда и начали нанимать рабочих за рубежом, в основном из Индии, Китая и Сьерра-Леоне. Многие из бывших рабов поселились в крестьянских или небольших фермерских общинах во внутренней части острова, в «поясе ямса», где они занимались натуральным хозяйством и выращиванием некоторых товарных культур.
Вторая половина девятнадцатого века была периодом серьезного экономического спада для Ямайки. Низкие цены на урожай, засухи и болезни привели к серьезным социальным беспорядкам, кульминацией которых стали восстания в Морант-Бэй в 1865 году. Однако возобновление британской администрации после восстания 1865 года в форме статуса колонии Короны привело к некоторым социальный и экономический прогресс, а также инвестиции в физическую инфраструктуру. Сельскохозяйственное развитие было центральным элементом восстановленного британского правления на Ямайке. В 1868 году был запущен первый крупномасштабный ирригационный проект. В 1895 году было основано Ямайское сельскохозяйственное общество с целью продвижения более научных и прибыльных методов ведения сельского хозяйства. Также в 1890-х годах была введена Программа урегулирования земель короны, своего рода программа земельной реформы, которая позволила мелким фермерам покупать два гектара или более земли на выгодных условиях.
Между 1865 и 1930 годами характер землевладения на Ямайке существенно изменился, поскольку важность сахара упала. Поскольку многие бывшие плантации обанкротились, часть земли была продана ямайским крестьянам в рамках урегулирования Crown Lands Settlement, тогда как другие тростниковые поля были консолидированы доминирующими британскими производителями, в первую очередь британской фирмой Tate and Lyle. Хотя концентрация земли и богатства на Ямайке была не такой резкой, как в испаноязычных странах Карибского бассейна, к 1920-м годам типичные сахарные плантации на острове увеличились в среднем до 266 гектаров. Но, как уже отмечалось, мелкое сельское хозяйство на Ямайке пережило консолидацию земель сахарными державами. Число мелких хозяйств фактически утроилось с 1865 по 1930 год, таким образом сохранив большую часть населения в виде крестьянства. Большая часть роста мелких хозяйств произошла до 1910 года, при этом площадь хозяйств составляла в среднем от двух до двадцати гектаров.
Рост торговли бананами во второй половине девятнадцатого века также изменил структуру производства и торговли на острове. Бананы впервые были экспортированы в 1867 году, и после этого их выращивание быстро росло. К 1890 году бананы заменили сахар в качестве основного экспортного товара Ямайки. Производство выросло с 5 миллионов стеблей (32 процента экспорта) в 1897 году до в среднем 20 миллионов стеблей в год в 1920-х и 1930-х годах, или более половины внутреннего экспорта. Как и в случае с сахаром, присутствие американских компаний, таких как хорошо известная United Fruit Company на Ямайке, было движущей силой возобновления экспорта сельскохозяйственной продукции. Британцы также больше заинтересовались ямайскими бананами, чем сахаром страны. расширению производства бананов препятствовала серьезная нехватка рабочей силы. Рост банановой экономики происходил на фоне общего исхода до 11 000 ямайцев в год.
В Великой депрессии цены вызвали сахар спад в 1929 году и привели к возвращению многих жителей Ямайки. Экономический застой, недовольство безработицей, низкой заработной платой, высокими ценами и плохими условиями жизни вызвали социальные волнения в 1930-х годах. Восстания на Ямайке начались в поместье Фром Шугар в западном округе Уэстморленд и быстро распространились на восток, в Кингстон. Ямайка, в частности, задала темп региону в своих требованиях экономического развития от британского колониального господства.
Из-за беспорядков на Ямайке и в остальной части региона британцы в 1938 году назначили Комиссию Мойна. Непосредственным результатом работы Комиссии стал Закон о благосостоянии колониального развития, который предусматривал расходы примерно на 1 миллион фунтов стерлингов в год в течение двадцати лет на скоординированное развитие в Британской Вест-Индии. Однако не были приняты конкретные меры для решения огромных структурных проблем Ямайки.
Расширяющиеся отношения, которые Ямайка установила с Соединенными Штатами во время Второй мировой войны, дали импульс переменам, которые нельзя было повернуть вспять к концу войны. Знакомство с ранним экономическим прогрессом, достигнутым в Пуэрто-Рико в рамках операции Bootstrap, возобновлением иммиграции в Соединенные Штаты, неизгладимые впечатления от Маркуса Гарви и публикация отчета Комиссии Мойна привели к важным изменениям в политическом процессе и требованиях Ямайки для экономического развития. Как и во всем Карибском Содружестве в середине-конце 1930-х годов, социальные потрясения на Ямайке проложили путь к появлению сильных профсоюзов и зарождающихся политических партий. Эти изменения заложили основу для ранней модернизации в 1940-х и 1950-х годах и для ограниченного самоуправления, введенного в 1944 году.
Обширный период послевоенного роста превратил Ямайку во все более индустриальное общество. Эта модель ускорилась с началом экспорта бокситов в 1950-х годах. Экономическая структура сместилась от зависимости от сельского хозяйства, которое в 1950 году составляло 30,8 процента ВВП, к вкладу сельского хозяйства в 12,9 процента в 1960 году и 6,7 процента в 1970 году. В тот же период вклад горнодобывающей промышленности в ВВП увеличилась с менее 1 процента в 1950 году до 9,3 процента в 1960 году и 12,6 процента в 1970 году. Производство выросло с 11,3 процента в 1950 году до 12,8 процента в 1960 году и 15,7 процента в 1970 году.